# 花咲ける騎士道
『花咲ける騎士道』（はなさけるきしどう、原題：Fanfan la Tulipe）は、1952年制作のフランスの剣戟映画。18世紀のフランスを舞台に、プレイボーイと、募兵官の娘の冒険と恋の行方をエンターテインメント感満載で描いた作品。
監督のクリスチャン＝ジャックは、本作で第2回ベルリン国際映画祭銀熊賞と第5回カンヌ国際映画祭監督賞を受賞した。また、主演のジェラール・フィリップは本作で演じた役名“ファンファン”が以後、愛称となった。
2003年にリメイクされた。リメイク版についても合わせて記述する。

## あらすじ
18世紀、ルイ15世統治下のフランス。ファンファンは“チューリップの騎士”の異名をとるプレイボーイで、美女をもてあそんでは、結婚の危機を巧みにかわしながら自由な恋愛を楽しんでいた。だがある日、いつものように1人の美女をモノにしたところ、その父親に捕まって結婚を強制され、窮地に追い込まれる。
そんな彼の前にジプシーの女が現れ、「軍に入れば、王女と結ばれる運命にある」と予言する。それを聞いたファンファンは軍に入隊して結婚から逃れるが、実はその女は、”戯れの占い師“と呼ばれる募兵官の娘アドリーヌで、予言も現在進行中の七年戦争の兵員を集めるための戯れ言だった。
だが、それを真に受けたファンファンは戦いの最前線を目指して突っ走る。その途中、女性たちが賊に襲われているのに出くわしたファンファンは見事な剣さばきでたった1人で賊をやっつけ、彼女らを救出する。その中に王室の実権を握るポンパドゥール夫人とアンリエット王女がいたことから、ファンファンは占い通りの展開になると期待で胸が高鳴る。
その頃、彼の所属する部隊はアンリエット王女の住む城の近くに駐屯することになった。ファンファンは王女会いたさに城に忍び込むが捕えられ、死刑の宣告を受けてしまう。彼に恋心を抱いていたアドリーヌは王に釈放を直訴、訴えは叶いファンファンは釈放されるが、アドリーヌは自分に惚れ込んだ王につきまとわれるようになり、修道院に逃げ込む。
それを知ったファンファンは彼女を救出すべく修道院に向かうが、王の部下と争いになり、地下道に逃げ延びる。するとその先には敵軍の司令部があった。ファンファンは咄嗟の機転で敵の司令官を捕え、司令部にフランス国旗を立てた。これによって戦争はフランスの勝利に終わり、ファンファンもめでたくアドリーヌと結婚することができた。

## キャスト
- ファンファン：ジェラール・フィリップ（吹替：広川太一郎）
- アドリーヌ：ジーナ・ロロブリジーダ（吹替：谷育子）
- フィエラブラ：ノエル・ロクヴェール（フランス語版）
- トランシュ＝モンターニュ：オリヴィエ・ユスノー（フランス語版）
- ルイ15世：マルセル・エラン（フランス語版）
- ポンパドゥール夫人：ジュヌヴィエーヴ・パージュ
- アンリエット王女：シルヴィ・ペライオ（フランス語版）
- フランシーズ軍曹：ネリオ・ベルナルディ（イタリア語版）
- ジャン・パレデス（フランス語版）
- ジャン＝マルク・テンベール（フランス語版）
- ポール・ベルナール

## リメイク
2003年にリメイクされた。リュック・ベッソン製作、ジェラール・クラヴジック監督。出演はヴァンサン・ペレーズ、ペネロペ・クルスら。第56回カンヌ国際映画祭オープニング上映作品。

### キャスト
- ファンファン：ヴァンサン・ペレーズ（吹替：森川智之）
- アドリーヌ：ペネロペ・クルス（吹替：三石琴乃）
- ルイ15世：ディディエ・ブルドン（吹替：石塚運昇）
- ポンパドゥール夫人：エレーヌ・ド・フジュロル（吹替：日野由利加）
- トランシュ＝モンターニュ：ミシェル・ミューラー（吹替：中嶋聡彦）
- フィエラブラ：フィリップ・ドルモワ（吹替：坂東尚樹）
- フランシーズ軍曹：ジャック・フランツ（吹替：稲葉実）
- コルシニ：ジェラルド・ラロシュ（吹替：村治学）
- ラ・ウレット連隊長：ギヨーム・ガリエンヌ（吹替：松本保典）
- 元帥：ジル・アルボナ（吹替：清川元夢）
- アンリエット王女：マグダレナ・ミエルカルツ
- ナレーター：ジャン・ロシュフォール